# Edifici al carrer Gran, 16
L'Edifici al carrer Gran, 16 és una obra de Calldetenes (Osona) protegida com a Bé Cultural d'Interès Local.

## Descripció
Es tracta d'un edifici cantoner, de planta rectangular. Consta d'una planta baixa i dos pisos superiors amb coberta a dues aigües. Les obertures originals que es conserven, es distribueixen simètricament en tres eixos verticals. Són de llinda plana amb brancals de carreus de pedra. Destaca una de les llindes que conserva inscrita l'any 1624. La façana està arrebossada i té dos esgrafiats que representen uns escuts.